# A Year Without Rain (canção)
"A Year Without Rain" é uma canção da banda norte-americana Selena Gomez & the Scene. A música foi escrita por Lindy Robbins e Toby Gad, o último também como produtor. A canção foi lançada em 7 de setembro de 2010, sendo este o segundo e último 'single' da banda. Uma versão em espanhol da canção, intitulada "Un Año Sin Lluvia", também foi gravada. Gomez intitulou o álbum com o nome desta canção porque desejava que servisse de base para todas as demais músicas do single. Trata-se de uma canção dance-pop, com influências de techno e disco. Na letra, a protagonista compara a ausência do seu amor como um ano sem chuvas. A faixa também está presente na coletânea For You, lançada em 2014.
Críticos de música deram opiniões positivas para a canção, elogiando-a como uma balada dançante e observando a maturidade vocal de Gomez. "A Year Without Rain" se tornou o terceiro single da banda a ficar entre as quarenta mais compradas e tocadas nos Estados Unidos e no Canadá. Ela também apareceu paradas musicais europeias, porém em posições mais baixas. No videoclipe, dirigido por Chris Dooley e gravado em Lucerne Valley na Califórnia, Gomez brinca no deserto, rodeada por várias fotografias dela própria e de seu namorado, antes de ambos se encontrarem durante uma tempestade. A banda apresentou a música várias vezes ao vivo, bem como em programas de televisão americanos como Good Morning America, The Ellen DeGeneres Show e o 37th Annual People's Choice Awards.

## Antecedentes e composição
Em agosto de 2010, uma demo da música, cantada pela cantora Selin Alexa vazou na internet. Becky Bain um idolatrador de uma música chamada "mature dance track" e disse que "Não seria completamente fora do álbum de Sophie Ellis-Bextor". Em entrevista à MTV News, Gomez disse que "A Year Without Rain" foi a primeira música que ela gravou para o álbum. Ela também explicou por que o nome do álbum para a música, comentando: "Eu sinto que essa música tem muito significado, e também meio que era o começo do que eu queria para a base de todas as canções do disco". "A Year Without Rain" é uma balada pop escrita por Toby Gad e Lindy Robbins, com uma duração de três minutos e 54 segundos. Ela deriva do pop sub-gêneros do dance pop e electropop, e infunde influências de disco e de batida techno. É definida em tempo comum e e tem um ritmo de 120 batidas por minuto. Está escrito na chave de D menor e segue o progressão de acordes C-Dm-Gm-F. Vocais de Gomez vão desde a F  3 para E  5. Liricamente, a canção vê saudade Gomez para o objeto de sua afeição. De acordo com Megan Vick da revista Billboard a música tem uma letra lírica.

## Recepção

### Recepção da crítica
Embora ele chamou um dos "momentos pensativo", no álbum "alegre", Bill Lamb, da About.com observar a faixa como uma das principais canções do álbum, chamando-o de uma "bela balada dançante". Lamb disse ainda que a canção mostra que "Selena Gomez está claramente crescendo como artista." Tim Sendra dos Allmusic, também chamando de uma música de destaque do álbum, chamando-a de "cativante" e "bem-cantada". Megan Vick da Billboard disse que, enquanto Gomez não tem o poder vocal de Demi Lovato, ela "faz um grande esforço para atacar as notas mais altas como ela canta o refrão". Vick afirma que a canção "é atraente o suficiente para separar o cantor de outras estrelas pop da Disney-esmero". Allison Stewart de The Washington Post foi desfavorável do conteúdo lírico da canção, comentando que era "o tipo de exercício em adolescentes co-dependência... que deve ser extinto". Afirmando que Gomez mostrou "maturidade como artista", Bill Lamb, da About.com classificou o número da canção trinta e nove na lista do site do "Top 100 Pop Songs de 2010".

### Performences nos Charts
Impulsionado por sua estreia na décima quarta quarta posição no Hot Digital Songs, "A Year Without Rain", estreou no número de trinta e cinco na Billboard Hot 100, tornando-se o terceiro single consecutivo do grupo no top 40. Ele permaneceu na parada por quatro semanas. Na semana de 01 janeiro de 2011, a canção estreou no número trinta e seis sobre o Hot Dance Club Play nos Estados Unidos. Ele alcançou o maior sucesso no gráfico principal no Canadá, atingindo um máximo de trinta no Canadian Hot 100. A canção apareceu em várias paradas européias, chegando a setenta e oito na Reino Unido, cinquenta e seis em Alemanha e quarenta e oito em Eslováquia. Ele também chegou a número três na Bélgica Flanders Dica.

## Divulgação
A banda performou a música em vários programas de TV como Lopez Tonight, Good Morning America, The Ellen Degeneres Show e no espanhol Fama Revolution. Eles também performaram a música no People's Choice Awards 2011, onde venceram a categoria de Melhor Artista Revelação, batendo nomes como Justin Bieber e Kesha

## Videoclipe
O videoclipe, dirigido por Chris Dooley, filmado em Lucerne Valley, Califórnia, estreou em 3 de setembro de 2010 no Disney Channel depois da estreia do filme de Camp Rock 2: The Final Jam. Ela começa com a banda de condução. através do deserto em um conversível vermelho. Selena Gomez remove uma fotografia da pala de sol, que é posteriormente levados pelo vento. O refrão começa quando a banda desaparece e Gomez passos para fora do veículo e começa a cantar. Como o vídeo avança, uma infinidade de fotografias de seu relacionamento cair do céu, como Gomez viaja elegantemente através do deserto. Durante a ponte, começa a chover como Gomez manchas seu interesse amoroso na distância. Os dois começam a caminhar em direção ao outro, eo vídeo termina como eles se encontram.
| “ | Este é um clipe muito bem filmado, que corresponde à elegância da música perfeitamente para não mencionar, que vestido drop-dead-lindo está fazendo o nosso estilo de espírito água na boca | ” |

Bill Lamb, da About.com fez o vídeo de uma revisão positiva, afirmando. Nadine Cheung da AOL JSYK disse: "Ela canta" imagens do vídeo deserto corresponde a música perfeitamente. ": 'Sinto muito a sua falta / Não posso fazer nada, estou apaixonada / Um dia sem você é como um ano sem chuva' e isso é realmente o que é retratado de uma forma simples e doce".

## Paradas musicais
| Parada (2010)                        | Melhor posição |
| ------------------------------------ | -------------- |
| Germany Top 100 Singles              | 56             |
| Belgian Tip Singles Chart (Flanders) | 3              |
| Canadian Hot 100                     | 30             |
| Billboard Hot 100                    | 35             |
| Hot Dance Club Songs                 | 1              |
| Eslováquia Slovak Airplay Chart      | 48             |
| UK Singles Chart                     | 78             |
| Brasil Brasil Top 40 Dance           | 18             |

## Vendas e certificações
| País                  | Certificação (vendas necessárias) | Vendas |
| --------------------- | --------------------------------- | ------ |
| Estados Unidos - RIAA | 3,000,000                         |        |
| Austrália - ARIA      | Ouro                              | 35 mil |

## Un Año Sin Lluvia
"Un Año Sin Lluvia" é a versão em espanhol de "A Year Without Rain". O videoclipe foi lançado no canal de TV Univision em novembro de 2010 e no canal Vevo no dia 19 de novembro do mesmo ano.
O clipe é semelhante ao de "A Year Without Rain", porém contém pequenas diferenças na estrutura em que Selena canta.As cenas de Selena cantando na chuva não são mostrados nesse vídeo. A canção foi lançada como single com o objetivo de Selena ganhar maior popularidade entre países latinos, como Brasil, México e Chile, e Espanha. Apesar do clip ser bem semelhante ao de "A Year Without Rain" novas cenas do clip foram filmadas em Los Angeles.

### Paradas musicais
| Parada (2010)                     | Melhor posição |
| --------------------------------- | -------------- |
| Top 50 Nacionale y Internacionale | 19             |
| Canadian Hot 100                  | 90             |
| Billboard Hot 100                 | 83             |
| Latin Songs                       | 12             |